# Jim Sanderson
Jim Sanderson (* 10. Oktober 1949) ist ein US-amerikanischer Mathematiker und Ökologe. Er gilt als weltweit führender Experte in der Erforschung und dem Schutz der kleinen Wildkatzen des amerikanischen Kontinents (Pardelkatzen (Leopardus)).
Nach einer 20-jährigen Karriere als promovierter Mathematiker am Los Alamos National Laboratory kündigte Jim Sanderson seinen Job, um Biologie und Ökologie zu studieren. Er reiste nach Chile, um die gefährdete Kleinkatze Leopardus guigna (Chilenische Waldkatze) zu studieren. Er wurde zum Experten auf dem Gebiet der wilden Kleinkatzen und gründete 1996 die Small Cat Conservation Alliance.
Schnell nutzte Sanderson moderne ökologische Methoden wie die Wildtier-Telemetrie und Kamerafallen. Mit diesen untersuchte er unter anderem die Andenkatze und konnte diese sehr selten gewordene Wildkatze mit eigenen Augen beobachten. Im Februar 2000 veröffentlichte er ein Foto der Andenkatze im Magazin National Geographic.
Sanderson arbeitete auch für Conservation International (CI) und ist Mitglied der IUCN (International Union for Conservation of Nature and Natural Resources) Small Cat Group.